# Hilaria jamesii
Hilaria jamesii är en gräsart som först beskrevs av John Torrey, och fick sitt nu gällande namn av George Bentham. Hilaria jamesii ingår i släktet Hilaria och familjen gräs. Inga underarter finns listade i Catalogue of Life.

## Bildgalleri

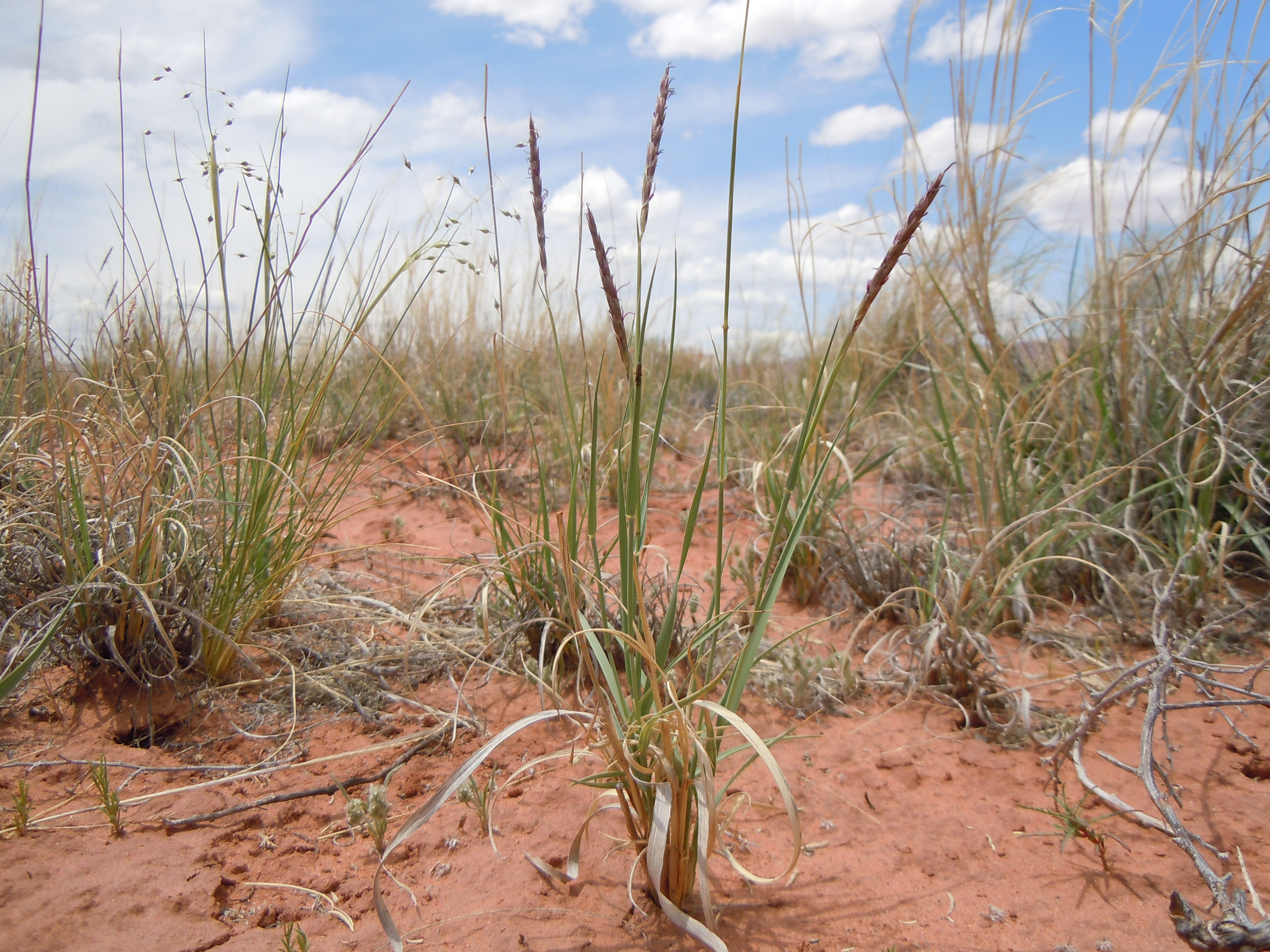
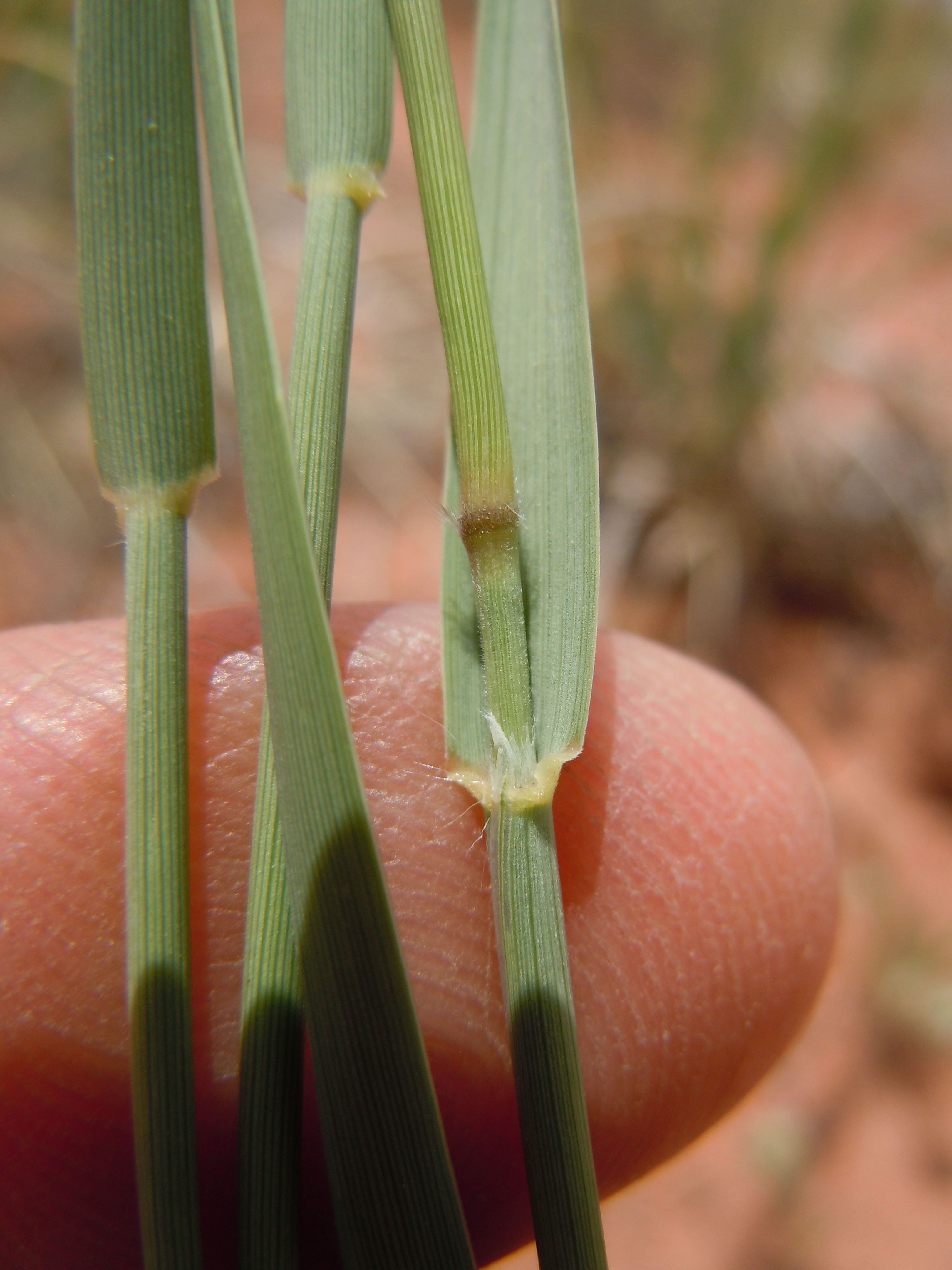
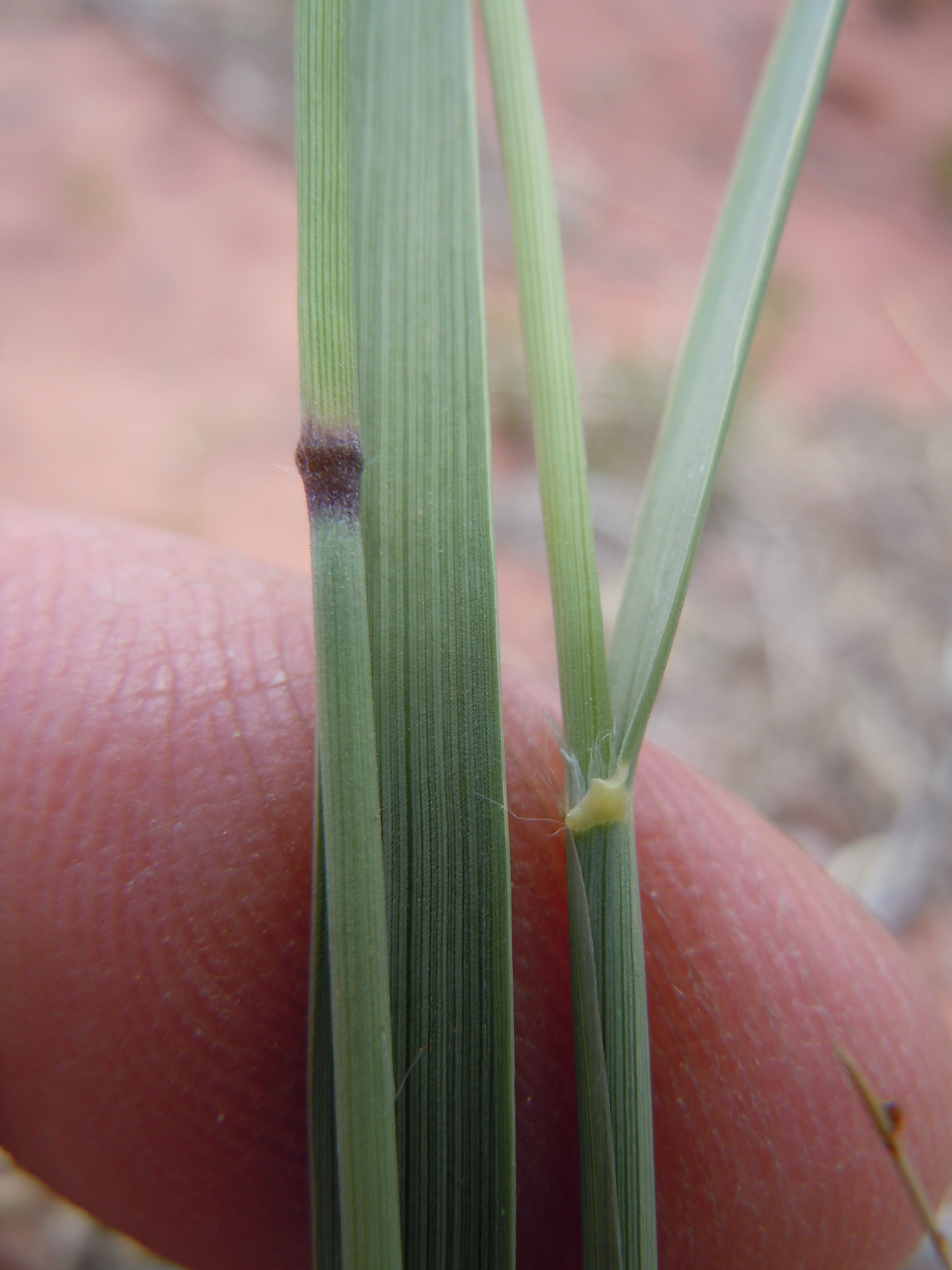
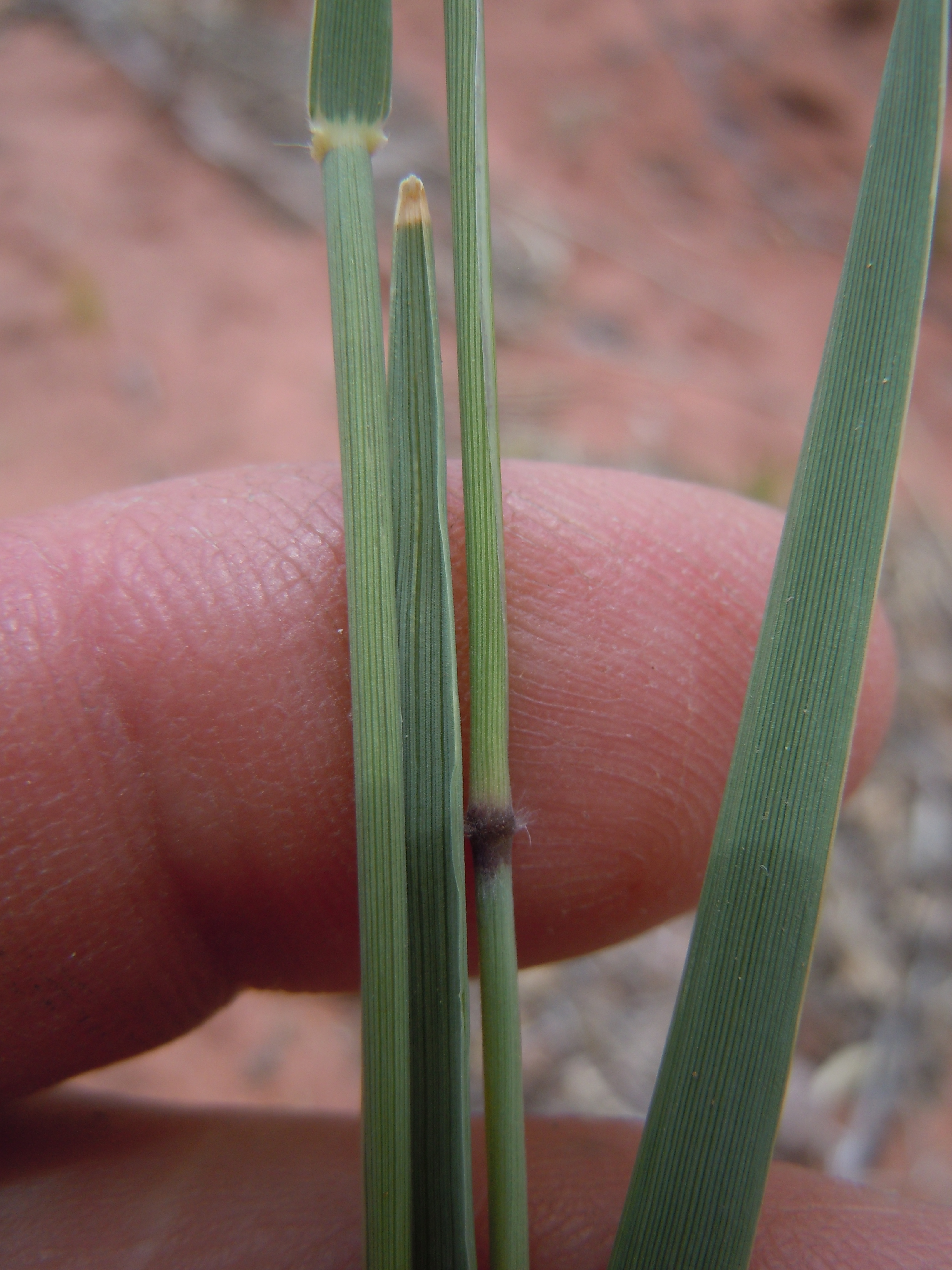